# Evi Reçi
Evi Reçi (ur. 30 kwietnia 1990 w Durrës) – albańska piosenkarka.

## Życiorys
W 1992 roku wyjechała w rodzicami do Aten. Aktualnie mieszka we Florencji, gdzie również studiowała. Brała udział w albańskich festiwalach muzycznych, m.in. w Kënga Magjike w latach 2007–2009 i 2017.

## Dyskografia[1]

### Albumy
| Rok  | Album    |
| ---- | -------- |
| 2018 | Evi reçi |

### Teledyski
| Rok  | Teledysk                   |
| ---- | -------------------------- |
| 2010 | Dhe jemi te dy             |
| 2011 | Whatever dream             |
| 2014 | Si limonade                |
| 2015 | Merr guximin (Fër fër fër) |
| 2016 | In my room                 |
| 2019 | Si Margjelo                |
| 2021 | Mangava tut                |